# 霞外籠逗留記
『霞外籠逗留記』（かげろうとうりゅうき）は、ライアーソフトのサブブランドraiL softから2008年7月25日に発売されたアダルトゲームであり、raiL softのデビュー作でもある。
本作は読むことに重きが置かれており、その一環として、インターフェースを自由に設定できる「V=Rシステム」（ヴァリアブルリードシステム）が用意されている。
2016年9月30日には、ライアーソフトから廉価版シリーズ『Liar-soft Selection』の第12弾として発売された。

## あらすじ
ある日、青年は目を覚ますと渡し船の上に載っていることに気づいた。
渡し守の女からは「お前の望んだ場所へ行く」と告げられるが、青年は「いままでいたところとは別の場所に行きたい」という望みがあること以外の記憶を持っていなかった。
青年は、渡し守によって大河の中州にある旅籠に案内された。多くの部屋や水路の存在する小世界のような旅籠にいる人々たちとの交流が深まる中、渡し守が再び彼の前に現れ、記憶を復元したうえで、本当に旅籠にとどまりたいのかを尋ねる。

## 登場人物
青年
本作の主人公。旅籠に来る前の記憶はあいまいだが、それ以外のことに関しては様々な知識を有している。
根はスケベながらも堅物で純情な性格をしており、旅籠の女性たちに振り回されている。
令嬢
声：天水るみ
旅籠の管理人一族の子孫。愛想がよいが、自らを利用しようとする輩には密かに怒りを抱いている。また、女としての立場を利用しつつも、高潔さと優しさを残している。
司書
声：香澄りょう
旅籠の中にある図書室で、勝手に司書をしている鬼女。空腹を紛らわすために読書にいそしんでいるため、博識である。
人間、特に若い男を好んで食べるといった噂が立っており、左ひじの先から常に血がにじんでいることもあいまって、あまり人に好かれない。
琵琶法師
声：愛原瑞生
琵琶の名手で、旅籠の中にある温室によく来る。普段は浮世離れしながらも心優しいが、琵琶を弾くときは人が変わったようなそぶりを見せる。
渡し守
声：歌織
小舟の渡し守を務める女性で、いつも割れた般若の面をつけている。
旅籠を取り巻く大河や旅籠内部の水路に来る。
人の気分を察することが得意。また、言葉遣いは乱暴であるものの、口調そのものは穏やかである。
お手伝いさん
声：草柳順子
旅籠の使用人たち。皆似通った容姿をしている。

## スタッフ
- 原画・キャラクターデザイン：めいびい